# J-Wave
J-Wave är en japansk radiokanal, med huvudkontor i Roppongi Hills, Tokyo, i skyskrapan Mori Tower. J-Wave sänder dygnet runt på 81.3 FM.